# پارک آلو در کامه‌ایدو
پارک آلو در کامه‌ایدو (به ژاپنی: 亀戸梅屋舗, Kameido Umeyashiki) یک چاپ‌نقش چوبی در سبک اوکی یوئه است که توسط هنرمند ژاپنی هیروشیگه خلق شده‌است.